# 罗峪口镇
罗峪口镇，是中华人民共和国山西省吕梁市兴县下辖的一个乡镇级行政单位。

## 行政区划
罗峪口镇下辖以下地区：
罗峪口村、李家梁村、大坪焉村、史家山村、芦子坡村、武家庄村、张家坪村、崖头吉村、官道吉村、尚里村、东豆宇村和王家洼村。